# Valentin Tratnik
Valentin Tratnik, slovenski rimskokatoliški duhovnik, botanik in mineralog, * 29. januar 1801, Celje, † 1. februar 1876, Gornja Radgona.

## Življenje in delo
Rodil se je očetu kovaču Jakobu in materi Mariji (rojeni Ulaga). Tratnik je bil leta 1830 posvečen v duhovnika. Nato je kot kaplan in župnik služboval v raznih krajih po Sloveniji. Mladostna želja študirati botaniko se mu ni izpolnila, kljub vsemu pa je že od dijaških let pridno zbiral floristično in mineraloško gradivo in ga pošiljal muzejem na Dunaj in v Zagreb, istočasno pa iz istega področja zbiral tudi terminološko gradivo, ki so ga kasneje uporabljali tudi drugi.